# Regió del Centre (Portugal)
La Regió Centre (en portuguès Região Centro) és una regió portuguesa, que comprèn íntegrament els districtes de Coïmbra, Castelo Branco i Leiria, la major part dels districtes d'Aveiro, Viseu i Guarda, i prop d'un terç del Districte de Santarém. Limita al nord amb la Regió Nord, a l'est amb Castella i Lleó, al sud amb l'Alentejo i la Regió de Lisboa i a l'oest amb l'oceà Atlàntic. Àrea: 28 405 km² (un 31% del Portugal Continental). Població (2007): 2 411 473 (un 25% del Portugal Continental).
Comprèn 12 subregions estadístiques: 
- Baixo Mondego
- Baixo Vouga
- Beira Interior Norte
- Beira Interior Sul
- Cova da Beira
- Dão-Lafões
- Médio Tejo
- Oeste
- Pinhal Interior Norte
- Pinhal Interior Sul
- Pinhal Litoral
- Serra da Estrela

La Regió Centre comprèn 100 concelhos. Grosso modo, correspondria a les antigue comarques de Beira (Beira Alta, Beira Baixa i Beira Litoral) i part de Ribatejo i Estremadura.

## Ciutats principals
Coimbra, Aveiro, Viseu, Leiria, Guarda, Castelo Branco, Covilhã, Figueira da Foz, Tomar, Abrantes, Ovar, Mangualde, Tondela, Caldas da Rainha, Pombal, Marinha Grande, Peniche,
Seia i Pinhel.